# IEEE理察·衛斯里·漢明獎章
IEEE理察·衛斯里·漢明獎章（英語：IEEE Richard W. Hamming Medal）每年頒發，最多頒給三個人，以表彰在資訊科學、資訊系統和資訊技術方面取得的傑出成就。 獲獎者可獲得一面金牌獎章、銅製複製品、獲獎證書和一筆獎金。
該獎項由電機電子工程師學會（IEEE）於1986年設立，並由高通公司贊助。它以理查·衛斯里·漢明的名字來命名以紀念他在電腦科學和電信產生的深遠影響。 他的貢獻包括發明漢明碼和糾錯碼等。

## 獲獎者
獲得IEEE理察·衛斯里·漢明獎的名單如下:
- 2023：弗兰克·克希尚（英语：Frank Kschischang）
- 2022：马杜·苏丹（英语：Madhu Sudan）
- 2021：楊偉豪（英语：Raymond W. Yeung）[5]
- 2020：辛西娅·德沃克（英语：Cynthia Dwork）
- 2019：謝雅正（英语：David Tse）[3][4]
- 2018：埃尔达尔·阿勒坎（英语：Erdal Arıkan）[3][4]
- 2017：什洛莫·沙迈（英语：Shlomo Shamai）[3][4]
- 2016：阿巴斯·贾迈勒（英语：Abbas El Gamal）[3][4]
- 2015：奇萨尔·伊姆赖（英语：Imre Csiszár）[3][4]
- 2014：托马斯·理查森（英语：Thomas Richardson）[6] 和 吕迪格·乌尔班克（英语：Rüdiger Urbanke）[7][3][4]
- 2013：羅伯特·卡爾德班克（英语：Robert Calderbank）[8][3][4]
- 2012：迈克尔·卢比（英语：Michael Luby） 和 阿明·绍克罗拉希（英语：Amin Shokrollahi）[3][4]
- 2011：托比·伯杰（英语：Toby Berger）[3][4]
- 2010：惠特菲爾德·迪菲、馬丁·赫爾曼 和 拉尔夫·默克尔[3][4]
- 2009：彼得·弗拉纳塞克（英语：Peter Franaszek）[3][4]
- 2008：塞爾希奧·貝爾杜（英语：Sergio Verdú）[3][4]
- 2007：亞伯拉罕·藍波[3][4]
- 2006：弗拉基米爾·萊文斯坦[3][4]
- 2005：尼爾·斯洛恩[3][4]
- 2004：杰克·沃尔夫（英语：Jack K. Wolf）[3][4]
- 2003：克洛德·贝鲁（英语：Claude Berrou） 和 阿兰·格拉维厄（英语：Alain Glavieux）[3][4]
- 2002：彼得·埃利亞斯（英语：Peter Elias）[3][4]
- 2001：亚历山大·G·弗雷泽（英语：A. G. Fraser）[3][4]
- 2000：所羅門·格倫布[4]
- 1999：大衛·霍夫曼[4]
- 1998：戴维·D·克拉克（英语：David D. Clark）[4]
- 1997：托马斯·M·科弗（英语：Thomas M. Cover）[4]
- 1996：馬克·謝苗諾維奇·平斯克爾（英语：Mark Semenovich Pinsker）[4]
- 1995：傑可布·立夫[4]
- 1994：戈特弗里德·翁格伯克（英语：Gottfried Ungerboeck）[4]
- 1993：约尔马·J·里萨宁（英语：Jorma J. Rissanen）[4]
- 1992：盧特菲·澤德[4]
- 1991：埃爾溫·伯利坎普[4]
- 1990：丹尼斯·里奇 和 肯·湯普遜[4]
- 1989：欧文·S·里德（英语：Irving S. Reed）[4]
- 1988：理察·衛斯里·漢明[4]